# Arquitectura de Andalucía
Por arquitectura de Andalucía se entiende aquella que se desarrolla la mayoría dentro de los límites de la actual comunidad autónoma de Andalucía, España. El patrimonio arquitectónico andaluz refleja la variedad de pueblos que a lo largo de diferentes periodos de la historia se asentaron en el sur de la península. 

## Prehistoria, Edad Antigua
De la prehistoria se conservan importantes ejemplos de megalitismo, como el Dolmen de Menga de Antequera.
De la arquitectura romana destacan las ciudades de Baelo Claudia o Itálica, además de notables monumentos en Málaga, Córdoba, Ronda o Carmona.

## Arquitectura medieval
Del arte hispanomusulmán destacar la Mezquita de Córdoba, el palacio de Medina Azahara, el Real Alcázar de Sevilla, la Alcazaba de Almería, la Alcazaba de Málaga y la Alhambra de Granada, algunos de ellos declarados Patrimonio de la Humanidad como obras cúspides del arte islámico.

## Gótico, renacimiento, barroco
A partir de la ocupación castellana comienza la construcción de iglesias y otros edificios religiosos que frecuentemente utilizan estructuras anteriores, como es el caso de la Catedral de Sevilla, que aprovecha el alminar almohade de la Giralda, o se combinan elementos árabes y cristianos en el llamado estilo mudéjar.
El Renacimiento aporta grandes edicifios religiosos como la Catedral de Málaga, la Catedral de Jaén, la Catedral de Granada o la de Baeza, siendo esta última ciudades junto con Úbeda importantes centros renacentistas. También sobresalen obras civiles como el Palacio de Carlos V de Granada y el Archivo de Indias de Sevilla.
Del Barroco se conservan edificios como el Palacio de San Telmo de Sevilla, la Iglesia de Nuestra Señora del Reposo de Campillos, y la Cartuja de Granada.

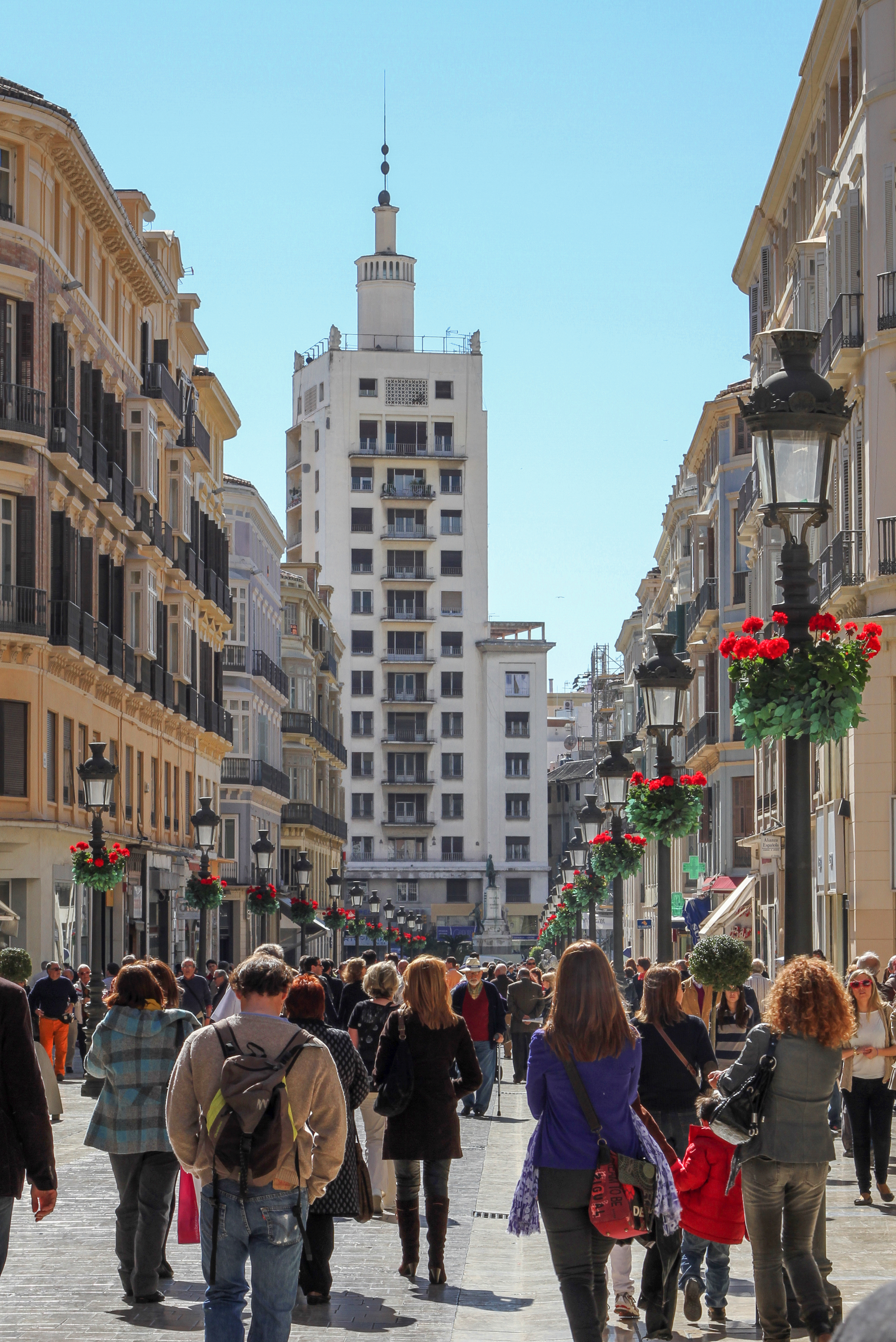
Calle Marqués de Larios de Málaga, notorio ejemplo de planificación urbanística del.

## La arquitectura delsigloXIX
Dentro la arquitectura decimonónica cabe destacar el centro histórico de Málaga, cuya arteria principal, la calle Marqués de Larios, flanqueada por una serie de edificios de estilo inspirado en la Escuela de Chicago, o la Alameda Principal, son magníficos ejemplos de la planificación urbanística de la ciudad decimonónica.
De estilos como el academicista, la Fábrica de Tabaco de Sevilla, y del Neoclasicismo, el Palacio de la Aduana de Málaga o los edificios del núcleo gaditano, como el Ayuntamiento de Cádiz, la Cárcel Real y la Santa Cueva.

## La arquitectura delsigloXX
La arquitectura andaluza desde principios del siglo XX hasta el estallido de la Guerra Civil se desenvolvió dentro de los cauces de un auténtico tradicionalismo estético que primero giró en torno a la perpetuación de los historicismos decimonónicos y más tarde tuvo su fundamento en el ideario regionalista, salvo algunas importantes actuaciones de influencia modernista (Art Nouveau). 
La implantación del modernismo se debió a la burguesía urbana, a la que sedujo su repertorio ornamental tan variado y novedoso, pero sobre todo a los jóvenes arquitectos que encontraron en él, su medio de expresión de rebeldía frente a lo anacrónicos criterios estéticos oficiales del momento, desarrollándose mayormente en la ornamentación de exteriores e interiores. Por ello, aparte de la mencionada incidencia modernista y las más leves, aunque muy interesantes experiencias racionalistas, obras puntuales de autor, del periodo republicano, puede afirmarse que la arquitectura andaluza en esa época vivió totalmente de espaldas a la modernidad y preocupada por la recuperación de un pasado artístico, especialmente el mudéjar y el barroco, considerado como glorioso. 

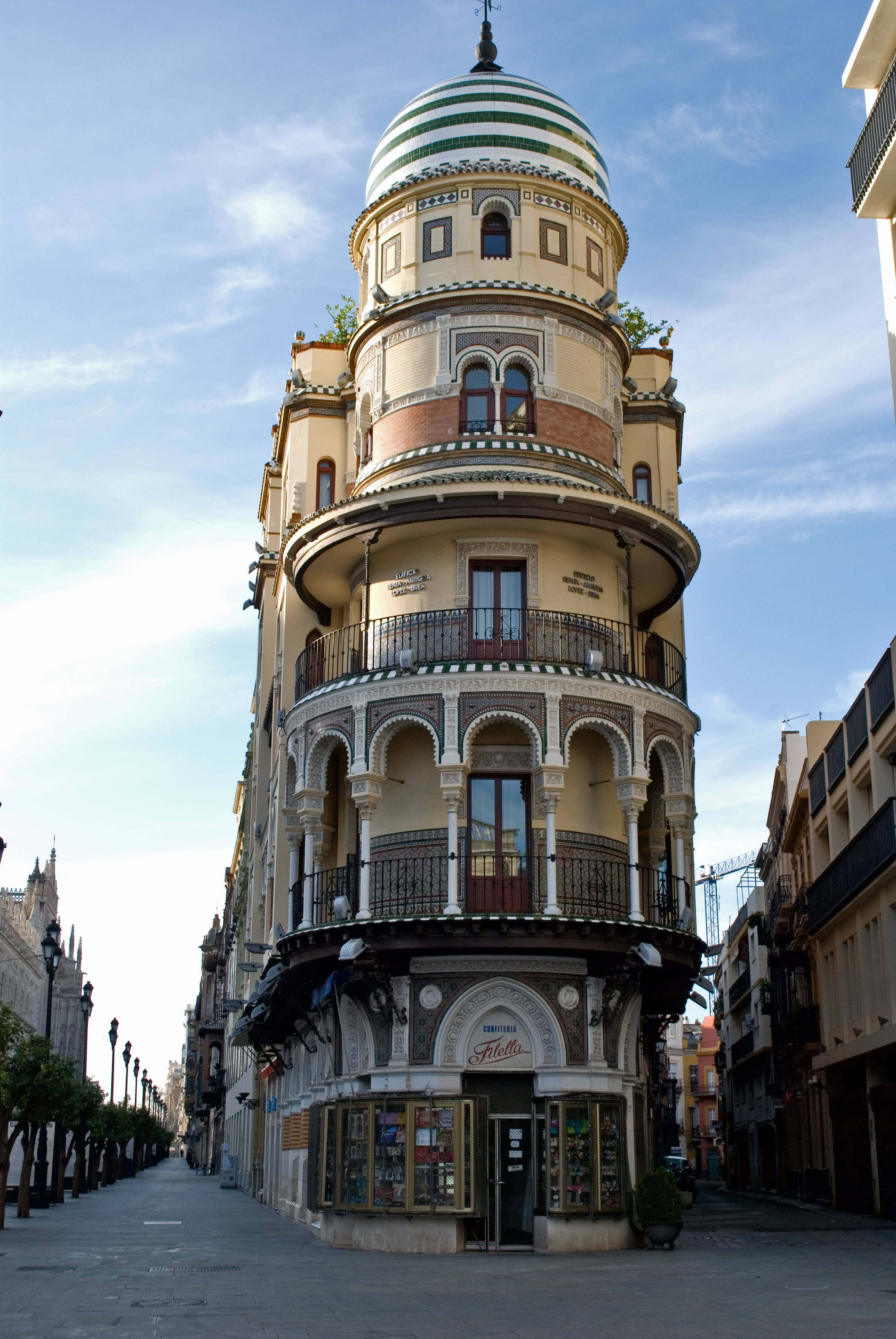
El edificio de la Adriática, en Sevilla, construido por el arquitecto José Espiau y Muñoz entre 1914 y 1922, constituye una de las representaciones más destacadas del estilo neomudéjar de principios del en Andalucía.

En función de las provincias se desarrollaron diferentes tendencias dentro del regionalismo: en Sevilla y Córdoba se dio el neomudéjar, liderado fundamentalmente por arquitectos como Aníbal González, Juan Talavera y Heredia y José Espiau y Muñoz, en Cádiz y Huelva el neocolonialismo y en las provincias de Almería, Granada, Málaga y Jaén una Arquitectura historicista ecléctica.
Durante la guerra civil y la dictadura franquista se desarrolló la arquitectura pública con la construcción de universidades laborales, escuelas, mercados, aduanas, etc. y la implantación de poblados de colonización, donde se unía lo popular con lo moderno. Mientras tanto en esta época en Europa se debatía en torno a la inspiración urbana de la arquitectura moderna: racionalización, industria, modernización, cultura urbana. 
En Andalucía la inspiración urbana llegó tarde, solo asimila las imágenes debido al estancamiento económico, a la dimensión de las ciudades, pequeñas, y a su poca raigambre social, aristocracia frente a burguesía. Los edificios pioneros de esta arquitectura moderna andaluza que podríamos llamar de inspiración urbana, fueron los cines, edificios de oficinas y nuevas infraestructuras de transportes. 
Tras la Segunda Guerra Mundial, en Europa comenzó el declive de la inspiración urbana, un declive que se prolongaría hasta finales de la década de los 60. Durante estos años en Andalucía se dio la reivindicación de la monumentalidad como factor a integrar en el discurso arquitectónico del movimiento moderno. Con ello se reclamaba para la arquitectura un papel simbólico, especialmente para la arquitectura pública en su relación con la ciudad. 
Entre 1950-1960 se dieron medidas por parte del Estado, para conseguir un crecimiento industrial que impulsaron las inmigraciones hacia la ciudad en busca de trabajo, que provocó la necesidad de viviendas sociales. Muchas de las propuestas de la arquitectura moderna irrumpen en la periferia de la mano de la vivienda social con dos tipologías predominantes: edificios en altura y pastillas de 4 o 5 plantas sin ascensor. 
Entre 1955-1965 se retomó la arquitectura de la industria, el turismo y la habitación en el contexto español de estos años. En los años 70 existe conciencia de que el movimiento moderno está superado, negación del funcionalismo, reivindicando lo formal como necesidad radical. Irrumpe en Andalucía la conciencia de postmodernidad en arquitectura, sobre todo a raíz de reflexiones como las elaboradas por Aldo Rossi en La arquitectura de la ciudad y por Robert Venturi en su Complejidad y contradicción en arquitectura, publicadas en 1966 y que suponen la introducción definitiva de un giro hacia la postmodernidad en el devenir del discurso arquitectónico.
El siglo XX en Andalucía termina con las grandes obras para dotar de servicios e infraestructuras a la totalidad del territorio andaluz.

### El movimiento moderno

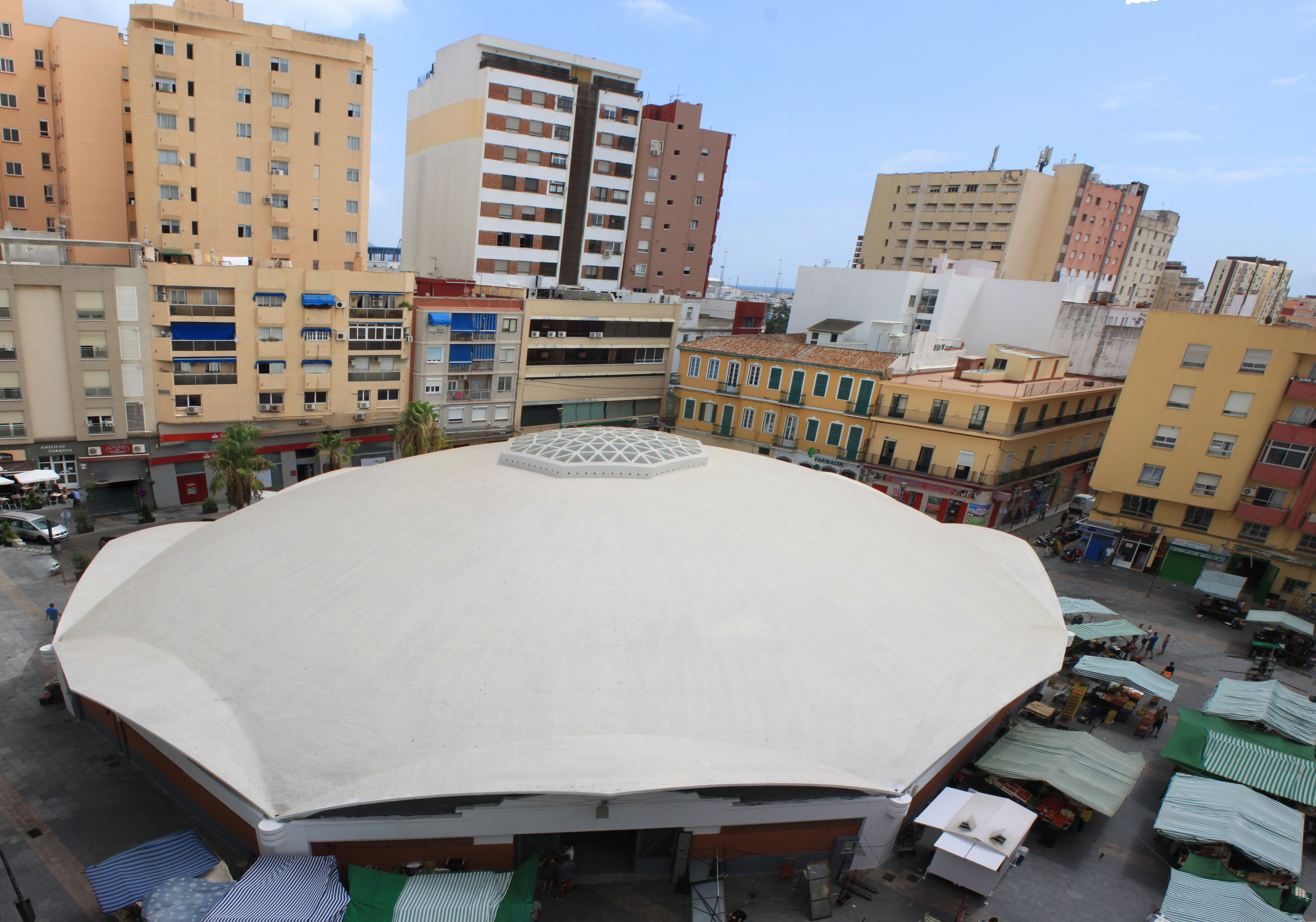
Mercado de abastos de Algeciras, obra de Eduardo Torroja Miret, construida en el año 1935, constituye una de las primeras y más notables manifestaciones del movimiento moderno en Andalucía.

Las manifestaciones de la arquitectura del Movimiento Moderno en Andalucía corresponden al universalismo de este movimiento, pero sus peculiares valores regionales. En Andalucía el racionalismo tiene habitualmente un marcado carácter expresionista, pero no es solo una cuestión estética, ya que la renovación y depuración tipológica va asociada a la funcionalidad y al uso de nuevos materiales como el hormigón. Este último caso es evidente en la propuesta de Eduardo Torroja Miret para el Mercado de Abastos de Algeciras o la Bodega Tío Pepe de Jerez de la Frontera. 
Los nuevos usos generan nuevos tipos. Los edificios relacionados con el transporte moderno, como estaciones de autobuses (Prado de San Sebastián en Sevilla o Estación de autobuses de Almería), estaciones de servicio (Campsa en Huelva, comercio y tránsito de mercancías (antigua Lonja de Barbate o el Mercado de Mayoristas de Málaga), o edificios para la cultura, educación y ocio (Universidad Laboral de Córdoba, Centro de Enseñanza Juan XXIII en Granada, Teatro-cine Torcal en Antequera...) son claros ejemplos de la potencia formal de la nueva arquitectura con una gran componente funcional, que abre nuevas líneas de investigación tipológica. García de Paredes es también una muestra de ello. Propone sugerentes innovaciones funcionales en la Iglesia Stella Maris, de Málaga, y en el Centro de Enseñanza Juan XXIII, superponiendo espacios de forma compacta y trasvasando métodos compositivos de carácter universalista. También las viviendas reflejan abiertamente las nuevas tendencias, como en el caso de la casa Lange, de Mosher y Relaño, traducción casi mimética del espacio fluido de Frank Lloyd Wright. 
Todas estas obras tienen en común la contención y la mesura, y, al margen de que algunos de estos edificios puedan o no tener anecdóticos detalles decorativos, todos ellos tienen un firme sustento funcional vinculado a la arquitectura del movimiento moderno racionalista y a la vez comprometido con el lugar.

## Arquitectura vernácula

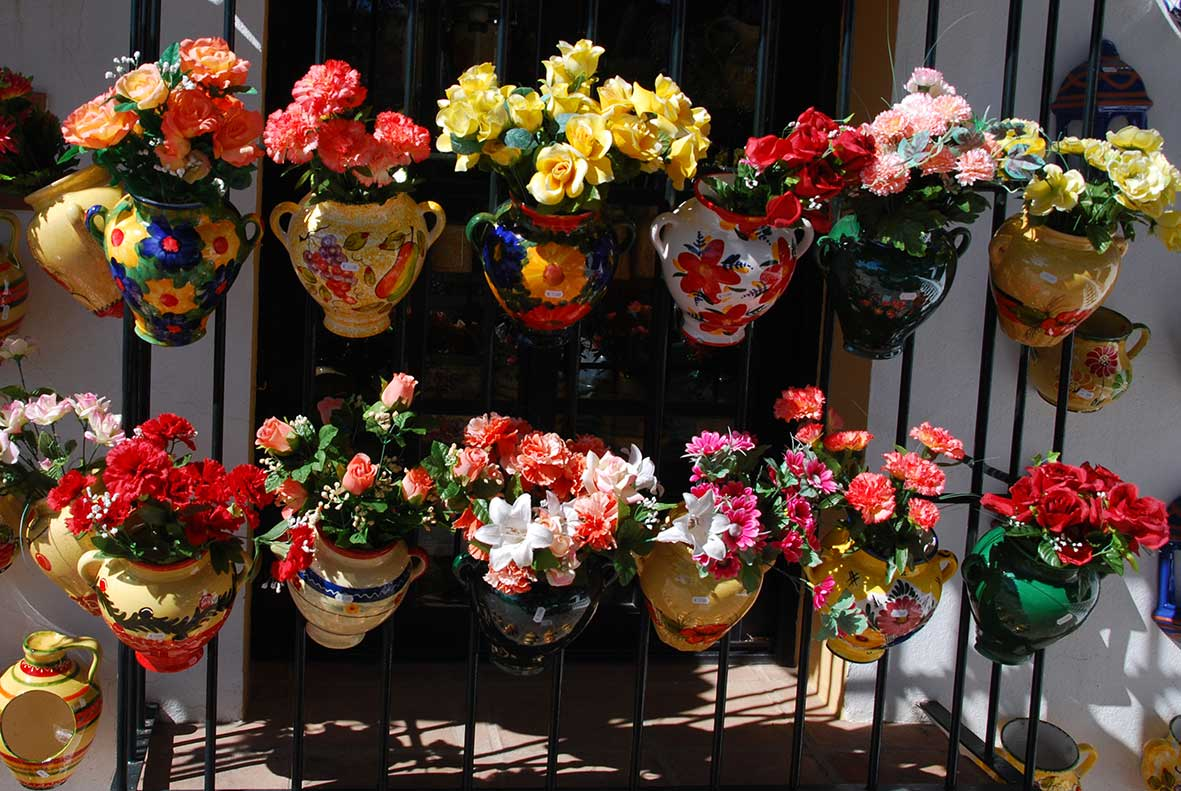
Rejas y flores en tiestos coloridos.

La arquitectura tradicional tiene un marcado carácter mediterráneo que hunde sus raíces en la arquitectura romana y árabe y que está fuertemente condicionada por el clima. Las viviendas tradicionales urbanas suelen construirse adosadas unas a otras para aislarlas de las altas temperaturas exteriores. Predominan los muros sólidos encalados sobre los vanos para evitar la insolación excesiva del interior. En función de la climatología y de la tradición de cada zona, las cubiertas de las casas pueden ser aterrazadas, formando azoteas, o tejados a varias aguas construidos con tejas árabes. Uno de los elementos más característicos es el patio interior. Entre los patios andaluces son célebres los cordobeses. En las viviendas suelen utilizarse las rejas de hierro forjado y los azulejos como elementos decorativos. Las plantas, flores y el agua, son parte fundamental de la arquitectura tradicional andaluza, tanto suntuaria como popular. Más allá de estos elementos generalizados, existen tipologías arquitectónicas singulares, como la arquitectura alpujarreña y las cuevas de la Hoya de Guadix y del Sacromonte o la arquitectura tradicional del Marquesado de Zenete, entre otras.
En el ámbito de la arquitectura rural destacan las casas o caseríos de labor, como son los cortijos, haciendas y alquerías.